# Последње злодело
Последње злодело је епизода серијала Мали ренџер (Кит Телер) објављена у Лунов магнус стрипу бр. 352. Епизода је изашла 1979. године, имала 96 страница, и коштала 10 динара. Насловну страницу нацртао је Бранко Плавшић. Издавач је био Дневник из Новог Сада. Епизода је 3. наставак целине, коју чини заједно са ЛМС-350 и ЛМС-351.

## Оригинална епизода
Оригинална епизода под називом L’ultimo atto изашла је у Италији у издању Sergio Bonnelli Editore у децембру 1977. године под редним бројем 169. Коштала је 400 лира. Епизоду је нацртала Lina Buffolente.

## Кратак садржај
Кит коначно добија поруку од непознатог пошиљаоца који му нуди бег из Јуме у замену за половину блага. Кит успева да побегне и ступа у контакт са тајном организацијом која помаже богатим затвореницима да побегну из затвора. Припадници покушавају да из Кита извуку информацију о локацији блага у намери да га након тога убију. Међутим, Кит уз помоћ Френкија успева да се извуче.
Кит и Френки су уништили целу организацију, али још увек не знају ко је њен вођа, којег припадници никада нису видели уживо. После дужег размишљања, Кит успева да повеже коцкице и закљуучује да је мозак целе организације сам Кларк, управник затвора у Јуми.  У узбудљивој завршници, Кит и Френки, пред скривеним сведоцима, из управника Кларка успевају да извуку признање за сва злодела.

## Претходна и наредна епизода Малог ренџера у ЛМС
Претходна  епизода носиал је назив Под ужареним сунцем (#350), а и наредна Непогрешиви стрелац (#355)